# Saint John's Cemetery
Saint John's Cemetery è il cimitero di Middle Village un quartiere del Queens a New York.
Vi sono sepolti i corpi di molti membri della mafia italo-americana di New York.

## Sepolti famosi

### Mafia italo-americana
- Carlo Gambino (1902-1976), mafioso
- Salvatore D'Aquila (1878-1928), mafioso
- Roy Albert DeMeo (1941-1983), mafioso
- Joe Colombo (1923-1978), mafioso
- John Dioguardi (1914-1979), mafioso
- Carmine Fatico (1910-1991), mafioso
- Joseph Profaci (1898-1962), mafioso
- Philip Rastelli (1918-1991), mafioso
- Paul Vario (1914-1988), mafioso
- Frank Tieri (1904-1981), mafioso
- Carmine Galante (1910-1979), mafioso
- Vito Genovese (1897-1969), mafioso
- John Gotti (1940-2002), mafioso
- Wilfred Johnson, (1935-1988), mafioso
- Carmine Lombardozzi (1913-1992), mafioso
- Lucky Luciano (1897-1962), mafioso
- Salvatore Maranzano (1886-1931), mafioso
- Harry Maione (1908-1942), mafioso
- James Napoli (1911-1992), mafioso
- Rosario Parrino (1890-1930), mafioso

### Politici
- Joseph Patrick Addabbo (1925-1986), Congresso USA
- Victor L'Episcopo Anfuso (1905-1966), Congresso USA
- Louis Gary Clemente (1908-1968), Congresso USA
- Mario Cuomo (1932-2015), avvocato e politico, governatore dello Stato di New York dal 1983 al 1994
- John Francis Hylan (1868–1936), Sindaco di New York City dal 1918 al 1925

### Altri
- Emile Ardolino (1943-1993), regista e produttore
- Charles Atlas (1892-1972), culturista
- Frank Christi (1929-1982), attore
- Pascal D'Angelo (1894-1932), poeta e scrittore
- Carmine Infantino (1925–2013), fumettista
- Robert Mapplethorpe (1946-1989), artista
- Eduardo Migliaccio (1882-1946), attore
- William Henry Morin (1868-1935), Medal of Honor della guerra ispano-americana
- Louis E. Willett (1945-1967), Medal of Honor della guerra del Vietnam